# Chemické inženýrství

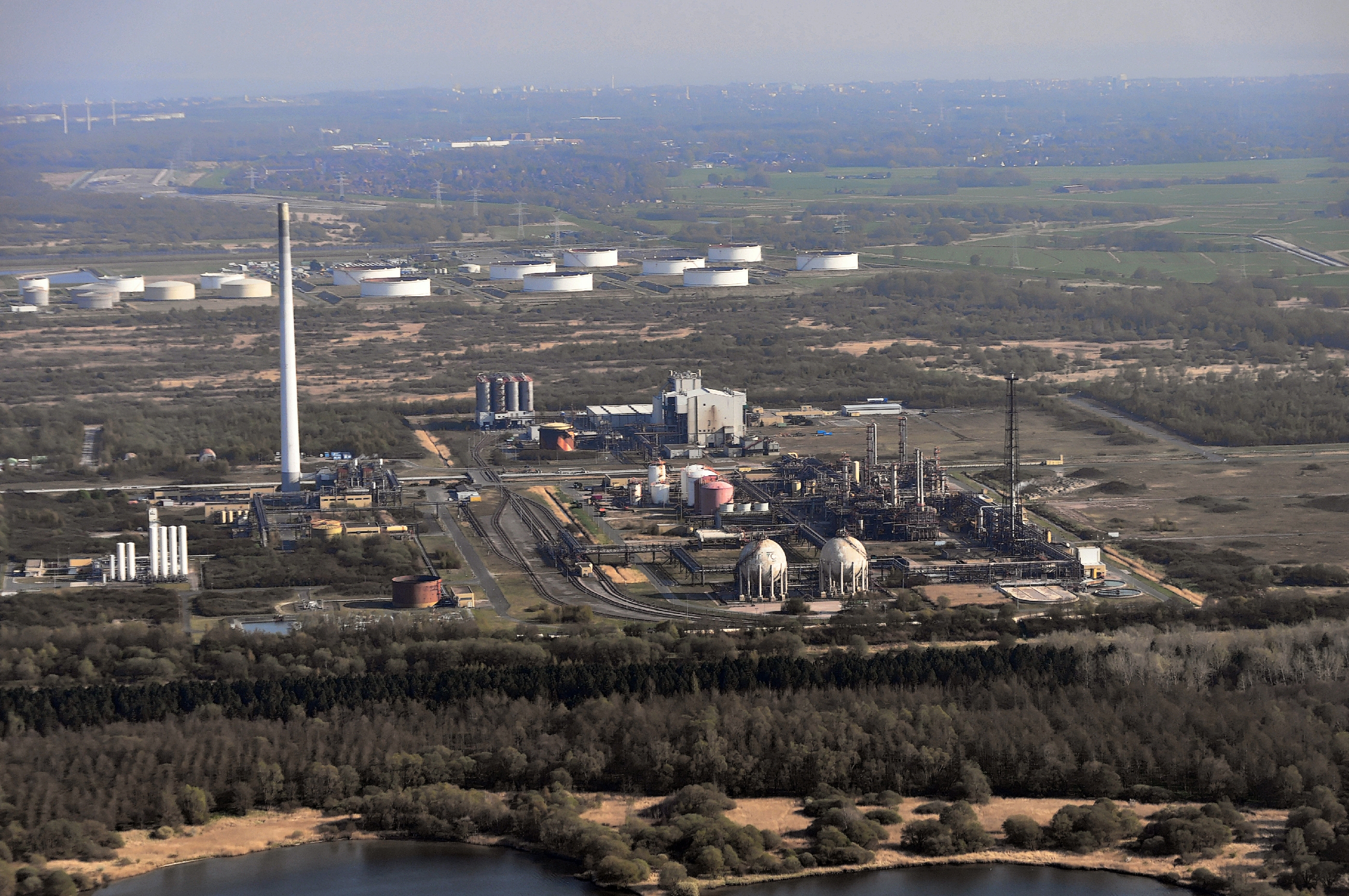
Chemický provoz výroby organických materiálů

Chemické inženýrství je obor kombinující znalosti z chemie, fyziky, strojního inženýrství, biochemie, a v neposlední řadě i matematiky a ekonomie. Zabývá se procesy přeměny čistých materiálů, surovin nebo chemikálií na jiné více využitelné formy. Chemické inženýrství se nejčastěji uplatňuje při návrhu zařízeních pro chemický, palivářský a potravinářský průmyslu. Oproti zařízením v laboratořích (sušárny, destilační kolony, chladiče, aj.) se skutečné výrobní zařízení liší důrazem na hospodaření s energiemi (hlavně s teplem) a ekonomický provoz vůbec.
George Standart, 1961, „Chemický inženýr pracuje se sestavou základních jednotek, což jsou metr, kilogram, sekunda a dolar.“[ujasnit]
Moderní chemické inženýrství se však nezabývá jen zpracováním a výrobou, ale také i vývojem nových materiálů a technologií jako jsou nanotechnologie, palivové články a biomedicínské inženýrství. V dnešní době bývá chemické inženýrství často označováno jako Procesní inženýrství, neboť to zastřešuje i další dříve do jisté doby nezávisle studované procesy speciálních technologií (např. úprava surovin, metalurgie, energetika, technologie vody, atd.) nebo procesy kontroly a návrh optimalizace.

## Základní procesy
Procesy, kterými se chemické a procesní inženýrství zabývá:
1. mechanické procesy – např. mletí, drcení, třídění materiálu, atd.;
2. hydromechanické procesy - založené na sdílení hybnosti, které zahrnují např. proudění a dopravu tekutin (kapalin a plynů), filtraci, usazování, fluidaci a míchání;
3. tepelné procesy – založené na sdílení tepla, k nimž patří např. tepelné výměníky a odparky;
4. difuzní separační procesy – založené na sdílení hmoty, jako jsou např. extrakce, absorpce, sušení, destilace a rektifikace a membránové procesy;
5. procesy chemické – které probíhají v chemických reaktorech a někdy i při adsorpci, rektifikaci aj.;
6. procesy biochemické a biologické – probíhající v bioreaktorech

## Ústavy a školy
V České republice existuje několik ústavů a škol, které se různými odvětvími chemického inženýrství zabývají:
Ústav chemických procesů AV ČR, v. v. i. (ÚCHP) - http://www.icpf.cas.cz/
- oddělení separačních procesů
- termodynamická laboratoř E. Hály
- oddělení katalýzy a reakčního inženýrství
- oddělení vícefázových reaktorů
- laboratoř procesů ochrany prostředí
- oddělení aerosolových a laserových studií

České vysoké učení technické v Praze - Ústav procesní a zpracovatelské techniky - http://pt.fs.cvut.cz
Studijní programy a obory magisterského studia:
- Energetika a procesní inženýrství

Vysoká škola chemicko-technologická v Praze, Fakulta chemicko-inženýrská - http://fchi.vscht.cz
Studijní programy a obory bakalářského studia:
- Procesní inženýrství, informatika a management,
- Technická fyzikální a analytická chemie
- Mikro a nanotechnologie v chemickém inženýrství

Studijní programy a obory magisterského studia:
- Fyzikální chemie
- Chemické inženýrství, bioinženýrství a modelování procesů
- Inženýrská informatika a řízení procesů

Univerzita Pardubice, Fakulta chemicko-technologická - http://www.upce.cz/fcht/index.html
Studijní programy a obory bakalářského studia:
- Chemie a technická chemie

Studijní programy a obory magisterského studia:
- Technická fyzikální chemie
- Chemické inženýrství
- Inženýrství životního prostředí
- Technologie výroby a zpracování polymerů

Vysoká škola Báňská – Technická univerzita v Ostravě, Fakulta metalurgie a materiálového inženýrství
Studijní programy a obory bakalářského studia:
- Chemie a technologie paliv

Studijní programy a obory magisterského studia:
- Chemické inženýrství

Ostatní školy v Česku samostatné obory chemického a procesního inženýrství nenabízí, ale studenti se s touto problematikou setkávají na všech školách s chemickým zaměřením.